# Centrodera tenera
Centrodera tenera là một loài bọ cánh cứng trong họ Cerambycidae.